# Гиппот, Алишер Искандерович
Алишер (Алексей) Искандерович Гиппот (род. 26 мая 1973, Воронеж, СССР) — советский и российский футболист, полузащитник, нападающий.

## Биография

### Карьера
Воспитанник СУОР «Ставрополь». Первый тренер — С. Х. Акопян. Вызывался в юношескую сборную СССР. В 16 лет попал в команду Первой союзной лиги «Динамо» Ставрополь. Но на уровне команд мастеров начал играть в 1990 году в составе «Сигнала» из Изобильного — команды Второй низшей лиги. В 1992—1996 годах играл за кисловодский «Асмарал»/«Олимп» в Первой, Второй и Третьей лигах ПФЛ. В 1997 году играл в Третьей лиге за «Торпедо» Георгиевск, во втором круге был переведён в нападение и забивал в среднем 2 мяча за матч, всего за сезон забил 28 мячей в 27 матчах. Сезон 1998 года провёл в «Локомотиве-Тайме» из Минеральных Вод, откуда перешёл в тольяттинскую «Ладу», с которой вышел в Первый дивизион. Три года, с 2001 по 2003 год, играл в «Содовике» из Стерлитамака, с которым становился призёром зонального турнира Второго дивизиона, в 2004 году играл за «Носту» Новотроицк и «Амур» Благовещенск, которые в том году также заняли призовые места в своих зонах Второго дивизиона. В 2005 году перебрался в команду западной зоны «Северсталь» Череповец, где и закончил профессиональную карьеру. В дальнейшем играл на любительском уровне в командах Ставропольского края.
Выходил на поле более чем в 400 матчах первенства России, дважды участвовал в играх против московского «Спартака» в Кубке России (1999, 2000).

### Статистика
| Уровень/Лига                                       | Сезон       | Клуб           | Игры | Голы | Кубок  |
| -------------------------------------------------- | ----------- | -------------- | ---- | ---- | ------ |
| Д-2 (Первая лига/ Первый дивизион)                 | 1992        | Асмарал        | 32   | 8    | 1 (1)  |
| Д-2 (Первая лига/ Первый дивизион)                 | 1993        | Асмарал        | 34   | 0    | 1 (0)  |
| Д-2 (Первая лига/ Первый дивизион)                 | 2000        | Лада           | 22   | 3    | 3 (0)  |
| Д-2 (Первая лига/ Первый дивизион)                 | Всего в Д-2 | Всего в Д-2    | 88   | 11   |        |
| Д-3 (Вторая лига/ Второй дивизион)                 | 1996        | Олимп          | 33   | 7    | 3 (2)  |
| Д-3 (Вторая лига/ Второй дивизион)                 | 1998        | Локомотив-Тайм | 34   | 8    | 0 (0)  |
| Д-3 (Вторая лига/ Второй дивизион)                 | 1999        | Лада           | 35   | 4    | 5 (1)  |
| Д-3 (Вторая лига/ Второй дивизион)                 | 2001        | Содовик        | 27   | 1    | 1 (0)  |
| Д-3 (Вторая лига/ Второй дивизион)                 | 2002        | Содовик        | 27   | 5    | 2 (0)  |
| Д-3 (Вторая лига/ Второй дивизион)                 | 2003        | Содовик        | 14   | 0    | 1 (0)  |
| Д-3 (Вторая лига/ Второй дивизион)                 | 2004        | Носта          | 12   | 0    | 0 (0)  |
| Д-3 (Вторая лига/ Второй дивизион)                 | 2004        | Амур           | 11   | 0    | 3 (0)  |
| Д-3 (Вторая лига/ Второй дивизион)                 | 2005        | Шексна         | 11   | 0    | 2 (0)  |
| Д-3 (Вторая лига/ Второй дивизион)                 | Всего в Д-3 | Всего в Д-3    | 204  | 25   |        |
| Д-4 (Вторая низшая лига (СССР)/ Третья лига (ПФЛ)) | 1990        | Сигнал         | 25   | 0    | —      |
| Д-4 (Вторая низшая лига (СССР)/ Третья лига (ПФЛ)) | 1991        | Сигнал         | 18   | 0    | —      |
| Д-4 (Вторая низшая лига (СССР)/ Третья лига (ПФЛ)) | 1994        | Олимп          | 30   | 4    | 0 (0)  |
| Д-4 (Вторая низшая лига (СССР)/ Третья лига (ПФЛ)) | 1995        | Олимп          | 23   | 20   | 0 (0)  |
| Д-4 (Вторая низшая лига (СССР)/ Третья лига (ПФЛ)) | 1997        | Торпедо        | 27   | 28   | —      |
| Д-4 (Вторая низшая лига (СССР)/ Третья лига (ПФЛ)) | Всего в Д-4 | Всего в Д-4    | 123  | 52   |        |
| Итого                                              | Итого       | Итого          | 415  | 88   | 22 (4) |

### Достижения
- Победитель зонального турнира Второго дивизиона: 1999.
- Серебряный призёр зонального турнира Второго дивизиона: 2001, 2002, 2004.
- Бронзовый призёр зонального турнира Второго дивизиона: 1998, 2003, 2004.
- Победитель зонального турнира Третьей лиги: 1995.
- Бронзовый призёр зонального турнира Третьей лиги: 1997.

### Личная жизнь
Женился в 19 лет. Жена Наталья (познакомился в Кисловодске). Дочь — Дарья.